# Centrum van Broca
Het centrum van Broca of ook het motorische spraakcentrum is een gebied in de grote hersenen in de frontale kwab. Het is naar de ontdekker ervan, Paul Pierre Broca genoemd. Er is ook een sensorisch spraakcentrum, het centrum van Wernicke. Het centrum van Broca bevindt zich in de gyrus frontalis inferior, de onderste voorhoofdswinding, van de linker frontale kwab. Het gaat daarbij vooral om de gebieden van Brodmann met de nummers 44 en 45 in deze hersenwinding.
Een stoornis of beschadiging in het centrum van Broca kan leiden tot een motorische afasie, ook wel afasie van Broca genoemd. Het centrum van Broca is voor mensen dus belangrijk voor het spreken. Patiënten met deze stoornis hebben zowel problemen met spontane spraak als het nazeggen van woorden of zinnen. De spraak is daarbij vaak stoterig. Zij hebben ook moeite met het interpreteren van de grammatica: ook wel agrammatisme genoemd. Dit blijkt niet alleen tijdens het spreken, maar ook uit het begrijpen van zinnen. Een zin in actieve vorm 'de jongen at het koekje' zal minder problemen opleveren dan een zin in passieve vorm 'de jongen werd door het meisje geholpen'. De tweede zin is lastiger, omdat hier de structuur van de zin bepaalt dat niet de jongen maar het meisje helpt. Als de patiënt gevraagd wordt deze zin na te zeggen, zal hij waarschijnlijk zeggen: 'jongen helpt meisje'. Ten slotte kan worden opgemerkt dat een beschadiging van het centrum van Broca niet altijd tot spraakstoornissen leidt en dat andersom spraakstoornissen ook kunnen optreden bij beschadiging van andere hersengebieden, zoals in het centrum van Wernicke.

Taalgebieden in de hersenen
centrum van Broca
centrum van Wernicke
gyrus angularis
gyrus supramarginalis
auditieve cortex